# Lorens Peter Almfelt
Lorens Peter Almfelt, född 1739, död 1807, var en svensk militär och politiker.

## Biografi
Almfelt adlades 1772 för sina insatser i samband med Gustaf III:s statsvälvning, och utnämndes 1785 till överste vid Jämtlands infanteriregemente. Han övergick dock till oppositionen, och spelade en viktig roll vid Riksdagen 1786, och invaldes vid Riksdagen 1789 i bankoutskottet. Han tillhörde dem som på kungens order arresterades den 20 februari och sattes i förvar på Stockholms slott i högvaktsflygeln, samt därefter till Drottningholms slott. I maj 1789 fördes han till Varbergs fästning där han kvarhölls till efter kungens död 1792.